# Corb de clatell blanc
La corb de clatell blanc (Corvus albicollis) és un ocell de la família dels còrvids (Corvidae).

## Hàbitat i distribució
Habita zones rocoses, penya-segats i turons al nord-est, est i sud-est de la República Democràtica del Congo, Uganda i oest i sud de Kenya, cap al sud, a través de Ruanda, Burundi, Tanzània, Zàmbia, Malawi, Moçambic, Zimbabwe i l'extrem oriental de Botswana fins l'est i sud de Sud-àfrica.